# Andreas Aurifaber

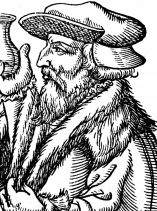
Andreas Aurifaber

Andreas Aurifaber (geb. Goldschmidt; * 1514 in Breslau; † 12. Dezember 1559 in Königsberg) war ein deutscher Arzt.

## Leben
Der Bruder des Johannes Aurifaber (Vratislaviensis) begab sich am 8. August 1527 an die Universität Wittenberg, wo er am 1. März 1532 den akademischen Grad eines Baccalaureus und am 28. August 1534 den Grad eines Magisters erwarb. Nachdem er 1537 in den Senat der philosophischen Fakultät aufgenommen worden war, ging er 1539 als Schulrektor nach Danzig und 1541 in gleicher Funktion nach Elbing. Er kehrte 1542 wieder nach Wittenberg zurück, wo er eine Tochter des Buchdruckers Hans Lufft ehelichte, die vor 1550 starb. Er hielt als Dozent Vorlesungen über Philipp Melanchthons De Anima und wurde im Sommersemester 1543 Dekan der philosophischen Fakultät.
Seine in Wittenberg begonnenen medizinischen Studien setzte er 1544 in Padua fort, wofür er von seinem Herzog ein Stipendium erhielt. Nachdem er am 1. Dezember 1544 in Padua zum Doktor der Medizin promoviert worden war, kehrte er 1545 wieder nach Preußen zurück und wurde 1546 in Königsberg Leibarzt des Herzogs Albrecht I. von Brandenburg-Ansbach, sowie Professor für Physik an Albertina. Vom Jahre 1549 bis 1553 leitete er in Königsberg eine Filiale des Druckereibetriebs seines früheren Schwiegervaters Hans Lufft.
Er war 1552 Rektor der Akademie, und seit 1550 mit einer Agnes, der Tochter des Reformators Andreas Osiander, verheiratet. Im Streit um die Rechtfertigungslehre („Osiandrischer Streit“) ergriff er Osianders Partei und hatte großen Einfluss auf Herzog Albrecht.

## Werke
- Historia succini (1561), eine Monographie über Bernstein, abgedruckt als Anhang zum 4. Buch der von seinem Verwandten Lorenz Scholz von Rosenau herausgegebenen Consilia et epistolae Cratonis.
- Annotationes in Phaemonis libellum de cura canum. Lufft, Wittenberg, 1545. (Digitalisat)